# Мадхурья-кадамбини
«Мадху́рья-кадамби́ни» — гаудия-вайшнавский богословский трактат на санскрите авторства Вишванатхи Чакраварти (1626—1708). Это небольшой по объёму текст, посвящённый теме кришнаитского бхакти. Состоит из восьми частей, называемых на санскрите амрита-вришти («потоки нектара»). В «Мадхурья-кадамбини» содержится описание различных стадий духовного пути, препятствия на нём (соблазны и т. д.) и способы их преодоления. Трактат можно отнести к жанру вайшнавской аскетики. Наиболее важной считается первая глава трактата, в которой Вишванатха Чакраварти «доказывает автономность бхакти».